# الهيئة العليا المستقلة لمراقبة الانتخابات (الجزائر)
الهيئة العليا المستقلة لمراقبة الانتخابات هي الهيئة الدستورية المسؤولة عن مراقبة الانتخابات في الجزائر، تم تأسيسها في 6 مارس 2016 في إطار الإصلاح الانتخابي، ومقرها مدينة الجزائر.
تتشكل الهيئة من 410 عضو نصفهم من كبار القضاة والنصف الآخر من المجتمع المدني واختيارهم من بين الشخصيات الأكثر تأثيرا في الحياة الاجتماعية العامة، وتتعامل التشكيلة مع الإدارة والإعلام و القوى السياسية.

## وصف
تم إستحداث الهيئة تطبيقا للمادة 194 من دستور 6 مارس 2016 م.
ويترأس هذه الهيئة شخصية وطنية يعينها رئيس الجمهورية، بعد استشارة الأحزاب السياسية.

## التركيبة
للهيئة العليا تركيبة متشكلة من 410 عضوا نصفهم قضاة يقترحهم المجلس الأعلى للقضاء والنصف الآخر كفاءات مستقلة من المجتمع المدني يمثلون كل الولايات والجالية الوطنية بالخارج وكذا جميع فاعلي المجتمع المدني.
وتنشر الهيئة العليا أعضاءها الآخرين فور استدعاء الهيئة الانتخابية.
تتكون الهيئة العليا بشكل متساو من:
- قضاة يقترحهم المجلس الأعلى للقضاء، ويعينهم رئيس الجمهورية.[8]
- كفاءات مستقلة يتم اختيارها من ضمن المجتمع المدني، يعينها رئيس الجمهورية.[9]

وتتمتع الهيئة العليا باستقلالية إدارية ومالية، وستضم رئيسا ومجلسا علنيا ولجنة دائمة تتكون من عشرة أعضاء ينتخبهم المجلس العلني بالتساوي بين القضاة وممثلي المجتمع المدني.
وخلال الفترة الانتخابية ستقوم الهيئة العليا بنشر مداومات على مستوى الولايات والدوائر الانتخابية في الخارج.

## الوظائف

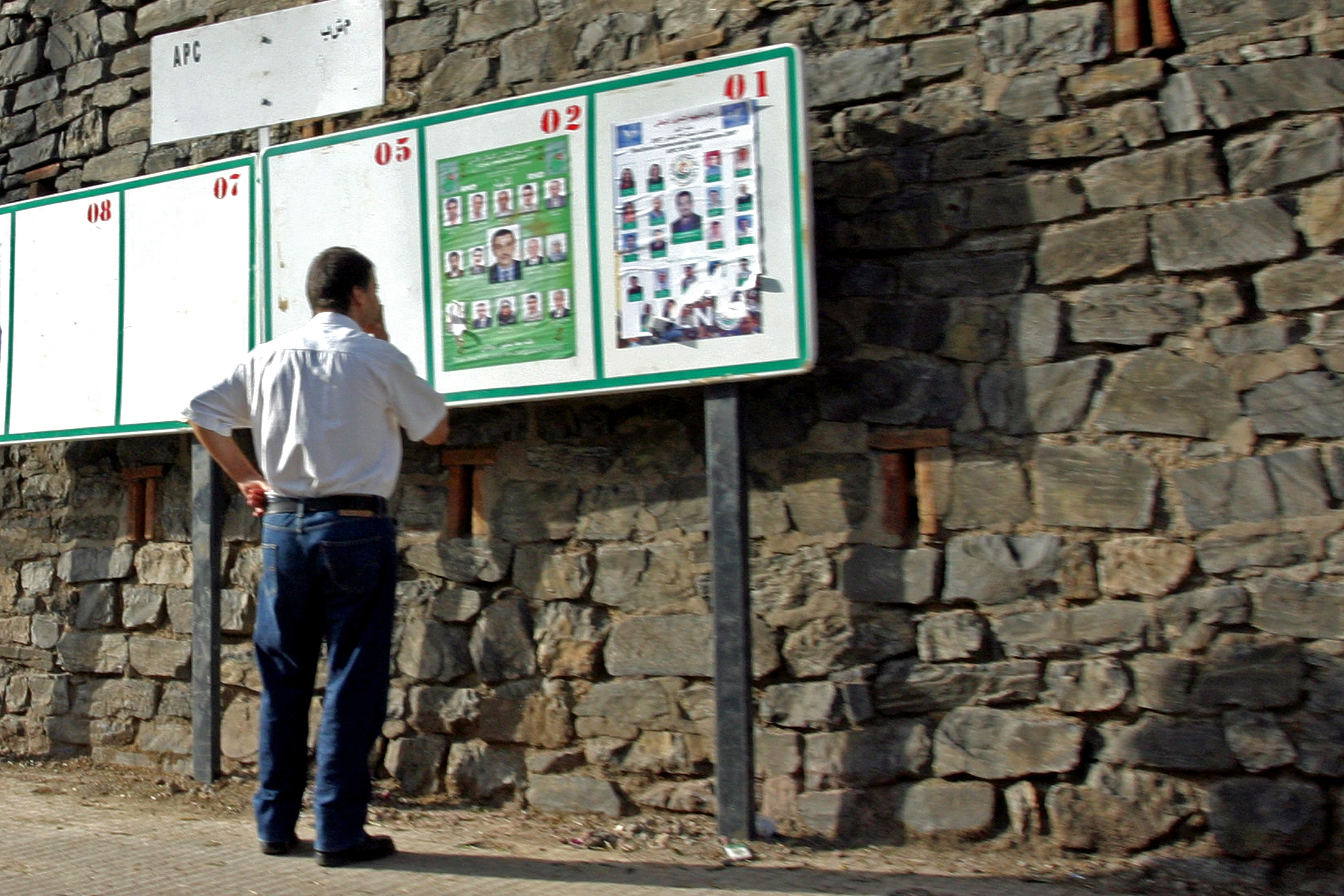
الانتخابات في الجزائر

تسهر اللجنة العليا على شفافية الانتخابات الرئاسية والتشريعية والمحلية وكذا الاستفتاء ونزاهتها، منذ استدعاء الهيئة الناخبة حتى إعلان النتائج المؤقتة للاقتراع.
تسهر اللجنة الدائمة للهيئة العليا على الخصوص على ما يأتي:
- الإشراف على عمليات مراجعة الإدارة للقوائم الانتخابية.[13]
- صياغة التوصيات لتحسين النصوص التشريعية والتنظيمية التي تحكم العمليات الانتخابية.[14]
- تنظيم دورة في التكوين المدني لفائدة التشكيلات السياسية حول مراقبة الانتخابات وصياغة الطعون.[15]
- يحدد القانون العضوي كيفيات تطبيق هذه المادة.[16] [17]

## المهام
المهام الرئيسية للهيئة هي:

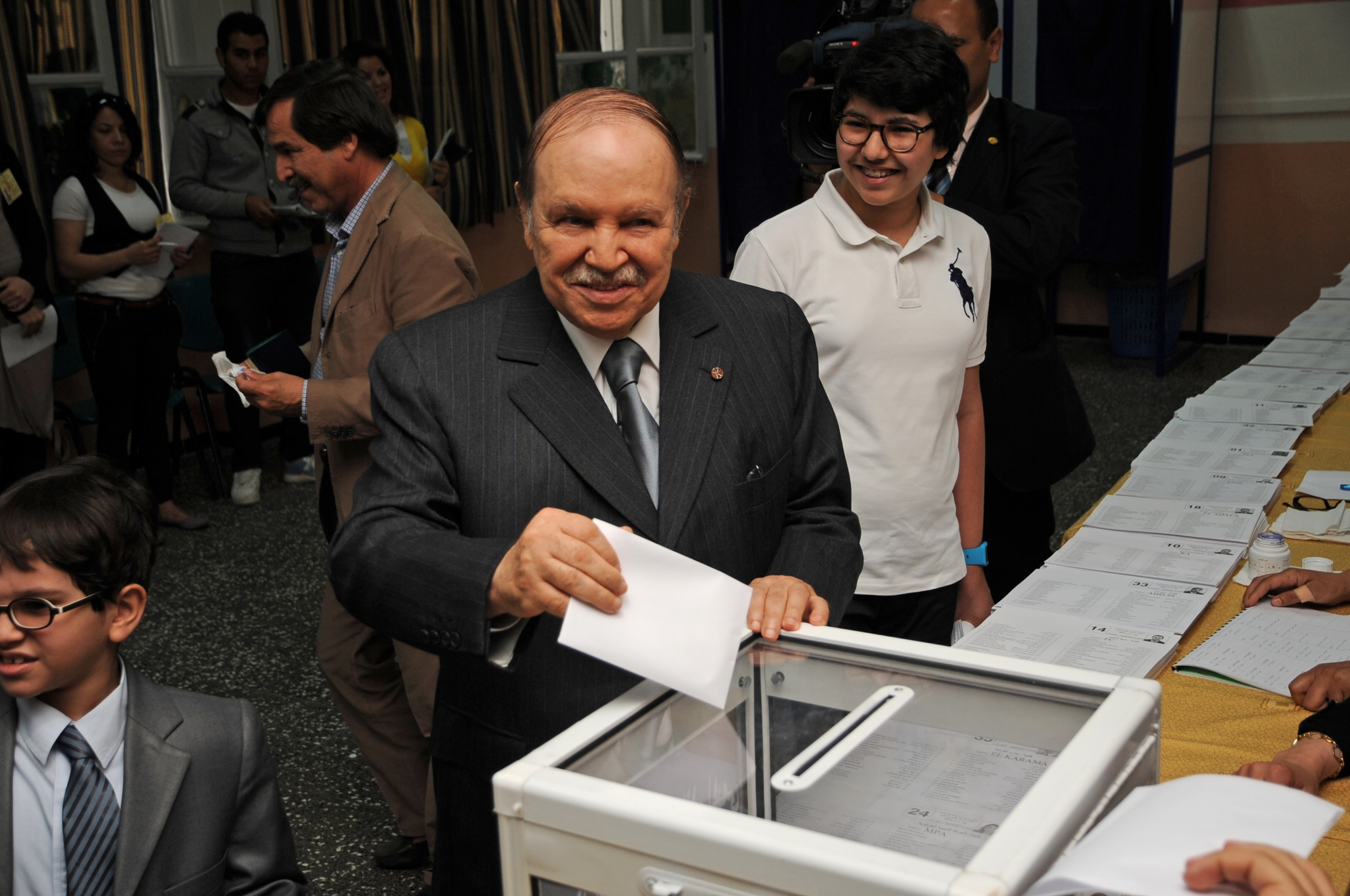
الانتخابات في الجزائر

- تسجيل الناخبين والقوائم الانتخابية.
- التحضير للانتخابات ومراكز الاقتراع بالداخل والخارج وتقسيم الدوائر الانتخابية.
- ضمان الشفافية في الانتخاب المباشر وفي الفرز.
- فرز وإعلان النتائج.

تتمتع الهيئة العليا باستقلالية إدارية ومالية وتضم رئيسا ومجلسا علنيا ولجنة دائمة تتكون من عشرة أعضاء ينتخبهم المجلس العلني بالتساوي بين القضاة وممثلي المجتمع المدني.

## الفترة الانتخابية

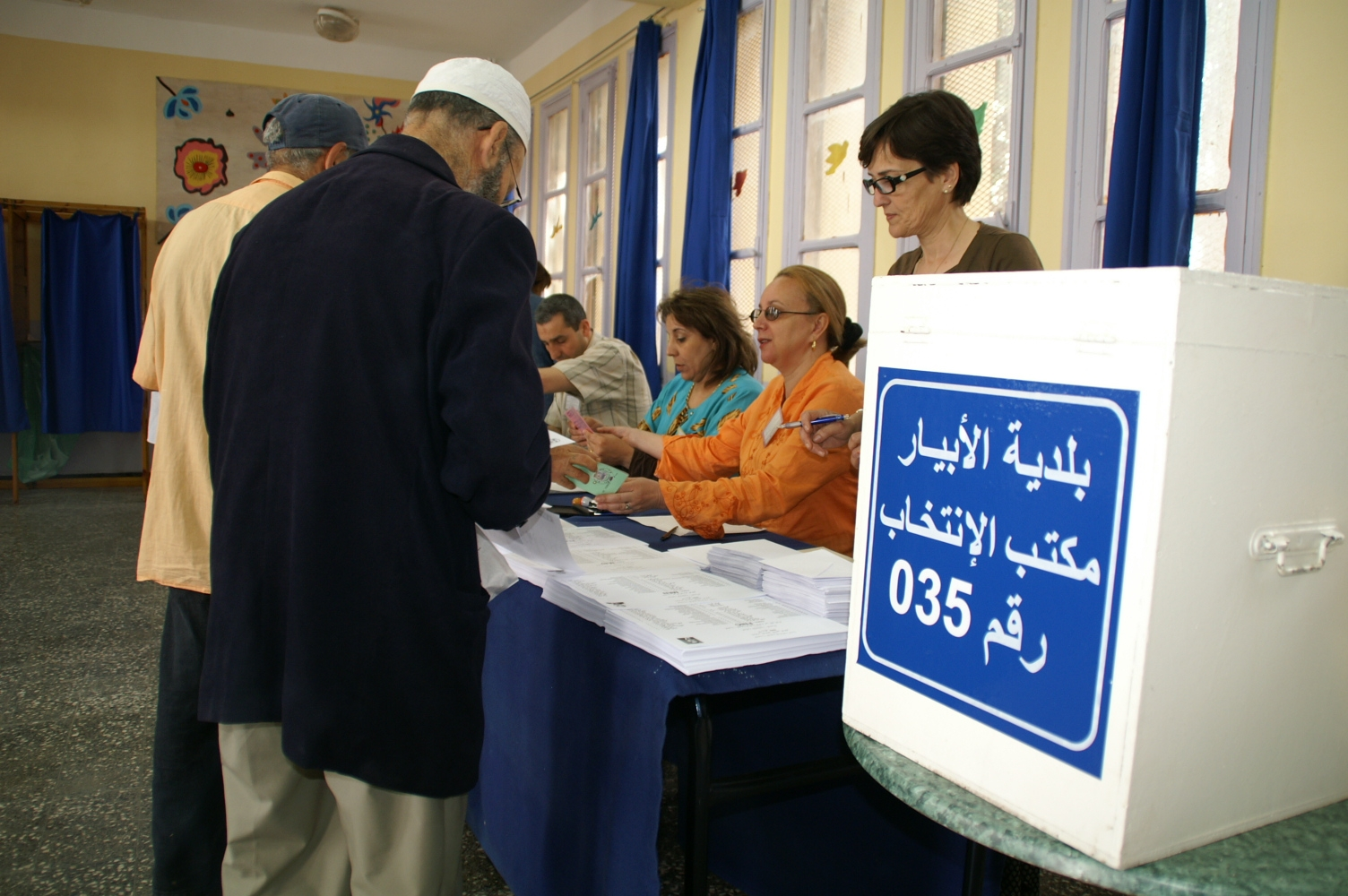
الانتخابات في الجزائر

خلال الفترة الانتخابية تقوم الهيئة العليا، في إطار النظام الانتخابي، بنشر مداومات محلية على مستوى الولايات والدوائر الانتخابية في الخارج.

### قبل الاقتراع
تسهر اللجنة العليا قبل الانتخابات على نزاهة كل العمليات المرتبطة بالهيئة الانتخابية سيما:
- بمراجعة القوائم الانتخابية.
- إيداع الترشحات.
- تسليم القوائم الانتخابية للمترشحين.
- توزيع منصف لوسائل الحملة.
- كذا سير هذه الأخيرة طبقا للقانون.[22]

### خلال الاقتراع

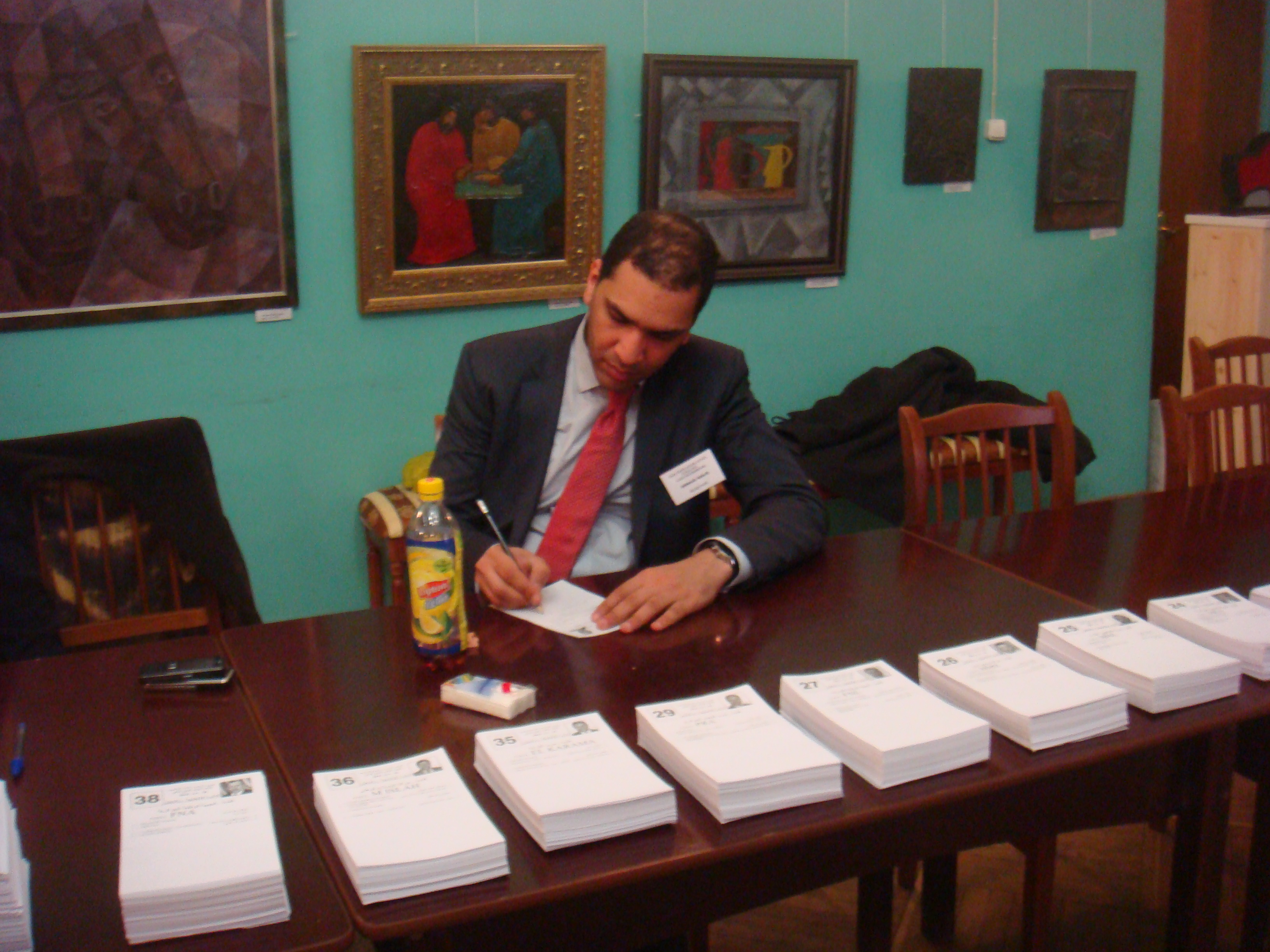
الانتخابات في الجزائر

خلال الاقتراع تكلف الهيئة العليا بـ:
- ضمان حق المترشحين في حضور الاقتراع.
- السهر على توفر أوراق التصويت.
- احترام الترتيب.
- السهر على احترام مواقيت فتح وغلق مكاتب التصويت.

### بعد الاقتراع
بعد الاقتراع تسهر الهيئة العليا على:
- نزاهة عمليات الفرز.
- احترام حق المترشحين في تدوين تظلماتهم في محاضر الفرز.
- الحصول على نسخ من محاضر الفرز.

## الصلاحيات

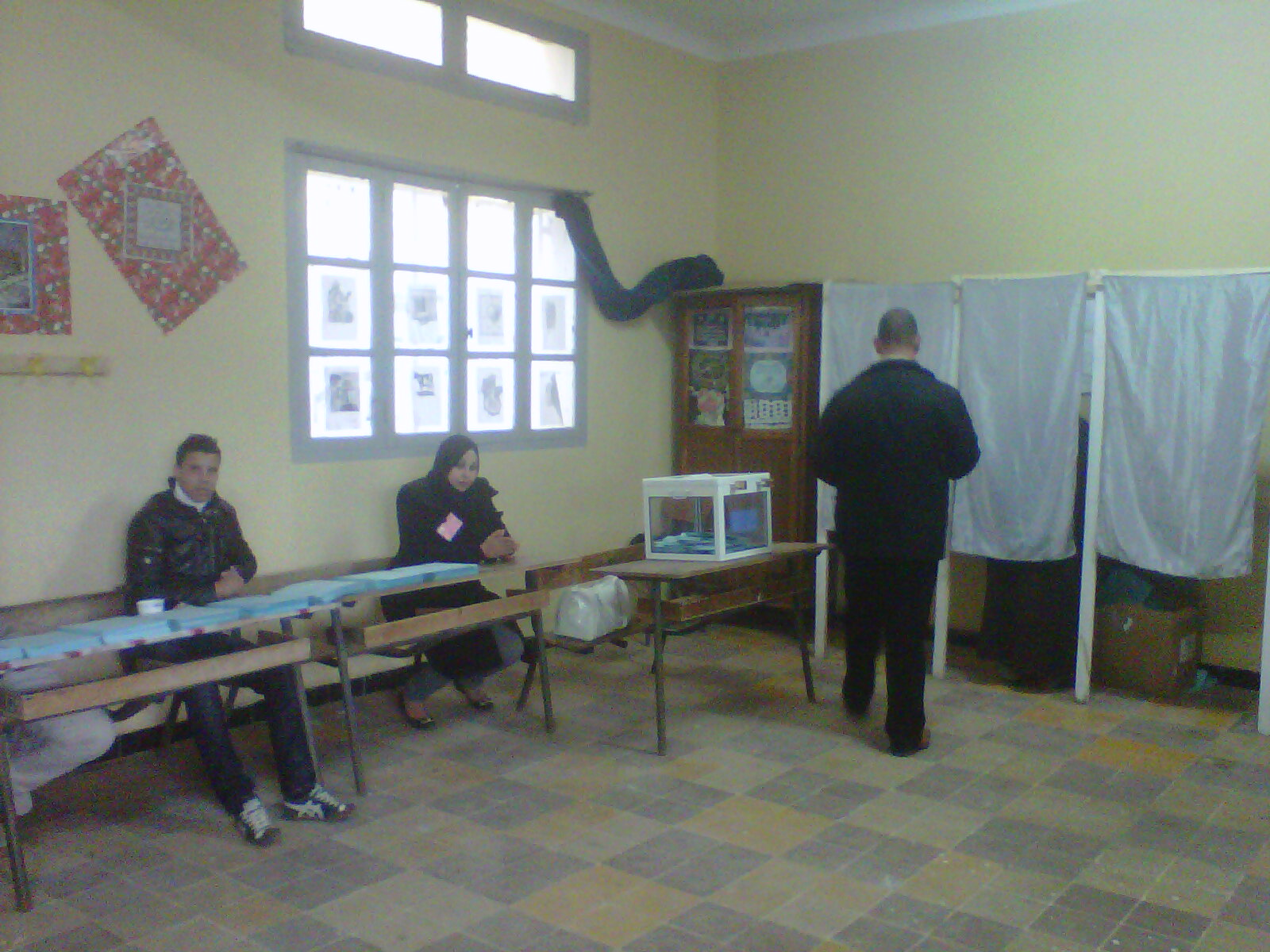
الانتخابات في الجزائر

تتمتع الهيئة العليا المستقلة لمراقبة الانتخابات بالصلاحيات التالية:
- الطلب من النيابة تسخير القوة العمومية.
- إخطار النيابة بالمخالفات المسجلة والتي قد تكتسي طابعا جنائيا.
- إخطار السلطات العمومية والمترشحين بكل تقصير أو تجاوز من أجل تدارك الوضع.
- القدرة على الحصول على كل وثيقة أو معلومة تتعلق بتنظيم وسير العمليات الانتخابية لتقييمها.

## مقالات ذات صلة
- الانتخابات في الجزائر
- مراجعة الدستور الجزائري في سنة 2016م
- الانتخابات التشريعية الجزائرية 2017
- المسار السياسي الحديث في الجزائر
- مراقبة الانتخابات
- انتخاب مباشر
- استفتاء عام

## روابط خارجية
- موقع وزارة الداخلية الجزائرية
- Aps AlgeriePresseService
- موقع الهيئة العليا المستقلة لمراقبة الانتخابات